# Ростовське кільце (марафон)
Ростовське кільце (рос. Ростовское кольцо) — легкоатлетичний пробіг, який щорічно проходить у Ростові-на-Дону. У 2017 році захід проводиться 39-й раз. Проведення масового марафону присвячено річниці Перемоги.

## Історія
У 2016 році маршрут марафону склав 42 кілометри і був розділений на 5 етапів. Старт був даний в 9 ранку, ті учасники, які добігли до фінішу, отримали пам'ятні дипломи.
У 2017 році забіг «Ростовське кільце» організовано та проведено у 39-й раз. У його програму внесені деякі зміни в порівнянні з попередніми роками: учасники марафону могли також стати учасниками мультимедійної бігової екскурсії. Дистанція пробігу склала 38 кілометрів, у програмі було заплановано чотири зупинки для того, щоб учасники могли відпочити. Збір проходив на Театральній площі Ростова-на-Дону.
У забігу брало участь близько трьох тисяч осіб, більша частина яких не була професіоналами. Майже всі подолали дистанцію і дійшли до фінішу. Серед учасників марафону був олімпійський чемпіон Вартерес Самургашев. Маршрут учасників проходив по центру міста і лівому березі Дону, а також Олександрівці. Фінішували спортсмени на Театральній площі.